# Trump Plaza
Trump Plaza là một khách sạn và sòng bạc tọa lạc trên khu Boardwalk tại  thành phố Atlantic, New Jersey, do Trump Entertainment Resorts sở hữu.  Công trình do kiến trúc sư Alan Lapidus thiết kế và hoạt động từ ngày 14 tháng 5 năm 1984 đến ngày 16 tháng 9 năm 2014.

## Lịch sử

### Những năm đầu
Tập đoàn The Trump Organization do Donald Trump sở hữu, đã khởi công dự án sòng bạc vào tháng 6 năm 1982. Harrah's (bộ phận trò chơi của Holiday Inn) đã hợp tác chỉ sau một tháng. Trump sẽ giám sát việc xây dựng, trong khi Harrah's sẽ quản lý khu nhà Harrah's Boardwalk sau khi khi trương.
Ngày 14 tháng 5 năm 1984, khu bất động sản mang tên Harrah's tại Trump Plaza chính thức đi vào hoạt động. Nơi đây sở hữu 614 phòng nghỉ, bảy nhà hàng, một câu lạc bộ sức khỏe, một phòng trưng bày có sức chứa 750 chỗ ngồi và một sòng bạc rộng 60.000 mét vuông. Toàn bộ khu phức hợp tọa lạc trên mảnh đất hẹp rộng 2,6 mẫu Anh (tương đương 1,1 ha) cạnh Caesars Atlantic City. Vài tháng sau khi khai trương, sòng bài đổi tên thành Trump Plaza đơn giản để tránh nhầm lẫn với Harrah's Marina. Lý do cho việc đổi tên này một phần là do Harrah's thường thu hút những người chơi có vốn thấp, trong khi Trump Plaza lại hướng đến khách hàng cao cấp với 85 dãy phòng sang trọng, vốn ít khi được sử dụng. Trong nửa đầu năm 1985, Sòng bạc hoạt động kém hiệu quả với lợi nhuận trước thuế chỉ 144.000 USD. Kết quả kinh doanh tồi tệ này càng làm trầm trọng thêm mâu thuẫn giữa Trump và Harrah's, dẫn đến việc Trump mua lại quyền lợi của Harrah's trong sòng bạc với giá 70 triệu USD vào tháng 5 năm 1986.
Vào năm 1989, Trump đã bỏ ra 62 triệu USD để sở hữu Khách sạn và Sòng bạc Penthouse Boardwalk đang trong quá trình hoàn thiện ở khu vực lân cận. Trump đã mở rộng Plaza sang địa điểm Penthouse, đổi tên thành Trump Plaza Hotel và Casino East Tower. Trump cũng chi 63 triệu USD mua lại Khách sạn sòng bạc Atlantis đang phá sản. Khách sạn này tọa lạc riêng biệt với Trump Plaza bởi Hội trường Hội nghị Thành phố Atlantic. Sau khi mua lại, Trump đổi tên nơi đây thành Trump Regency, biến nó thành khách sạn phụ cho Plaza.
Trump Plaza là nơi tổ chức hai sự kiện đấu vật lớn WrestleMania IV và WrestleMania V vào các năm 1988 và 1989. Mặc dù Liên đoàn Đấu vật Thế giới thông báo tổ chức tại Trump Plaza, nhưng thực tế Trump chỉ đóng vai trò tài trợ cho cả hai sự kiện diễn ra tại Hội trường Atlantic City Boardwalk. Từ năm 1985 đến năm 1998, khách sạn này cũng là nơi tổ chức 19 sự kiện quyền anh chuyên nghiệp.
Tháng 5 năm 1990, sòng bạc này là nơi diễn ra một phiên chơi baccarat nổi tiếng. Tay chơi bài cao cấp người Nhật tên Akio Kashiwagi đã thua 10 triệu USD trong ván bài này. Vụ việc này sau đó được tái hiện trong bộ phim Casino của đạo diễn Martin Scorsese.
Năm 1990, doanh thu của Trump Plaza sụt giảm nghiêm trọng do sự cạnh tranh từ Trump Taj Mahal, cơ sở kinh doanh mới mở của tập đoàn, chỉ cách đó một dặm. Sòng bạc đã thế chấp nhà để xe với giá 25 triệu USD để tránh vỡ nợ khoản thanh toán cho các trái chủ vào năm 1991. Sau đó, Trump thương lượng tái cơ cấu nợ với các chủ nợ của Plaza. Theo thỏa thuận, khoản nợ 250 triệu USD được đổi lấy 200 triệu USD trái phiếu lãi suất thấp và 100 triệu USD cổ phiếu ưu đãi. Kế hoạch này được đệ trình dưới dạng đơn phá sản đóng gói sẵn vào tháng 3 năm 1992.
Năm 1993, Trump Plaza rục rịch khởi động dự án mở rộng trị giá 42 triệu USD. Kế hoạch này bao gồm phá dỡ sòng bạc Penthouse đang xây dựng dang dở, mở rộng thêm 30.000 feet vuông không gian chơi game, và biến tòa nhà Holiday Inn cũ thành Tháp phía Đông của Trump Plaza với 361 phòng khách sạn sang trọng.
Năm 1995, Trump đã chuyển nhượng quyền sở hữu Trump Plaza cho công ty giao dịch đại chúng Trump Hotels & Casino Resorts. Sau đó, công ty này cũng mua lại khách sạn Trump Regency.
Tháp Đông đã mở cửa trong hai giai đoạn, lần đầu tiên vào tháng 10 năm 1995 và lần thứ hai vào tháng 2 năm 1996. Sau đó, vào tháng 5 năm 1996, Hội chợ Thế giới Trump đã được khai mạc như một phần của quá trình mở rộng. Đây là một dự án cải tạo của Trump Regency với tổng chi phí lên tới 48 triệu đô la, bao gồm một sòng bạc bổ sung, được kết nối với Trump Plaza qua một hành lang đối diện Hội trường Thành phố Atlantic.
Vào ngày 24 tháng 5 năm 2011, Trump Entertainment Resorts thông báo họ sẽ quyết định trong vòng hai tháng về việc bán sòng bạc Trump Plaza hoặc cải tạo và mở rộng nó. Vào tháng 2 năm 2013, công ty đề xuất bán tài sản này với giá 20 triệu USD cho Meruelo Group, một công ty có trụ sở tại California sở hữu Grand Sierra Resort ở Reno. Meruelo dự định đầu tư mạnh vào Trump Plaza và đổi tên nó. Tuy nhiên, thỏa thuận này thất bại vì Carl Icahn, chủ nợ cấp cao của khoản thế chấp Trump Plaza, không chấp thuận việc bán với giá đề xuất.

### Đóng cửa

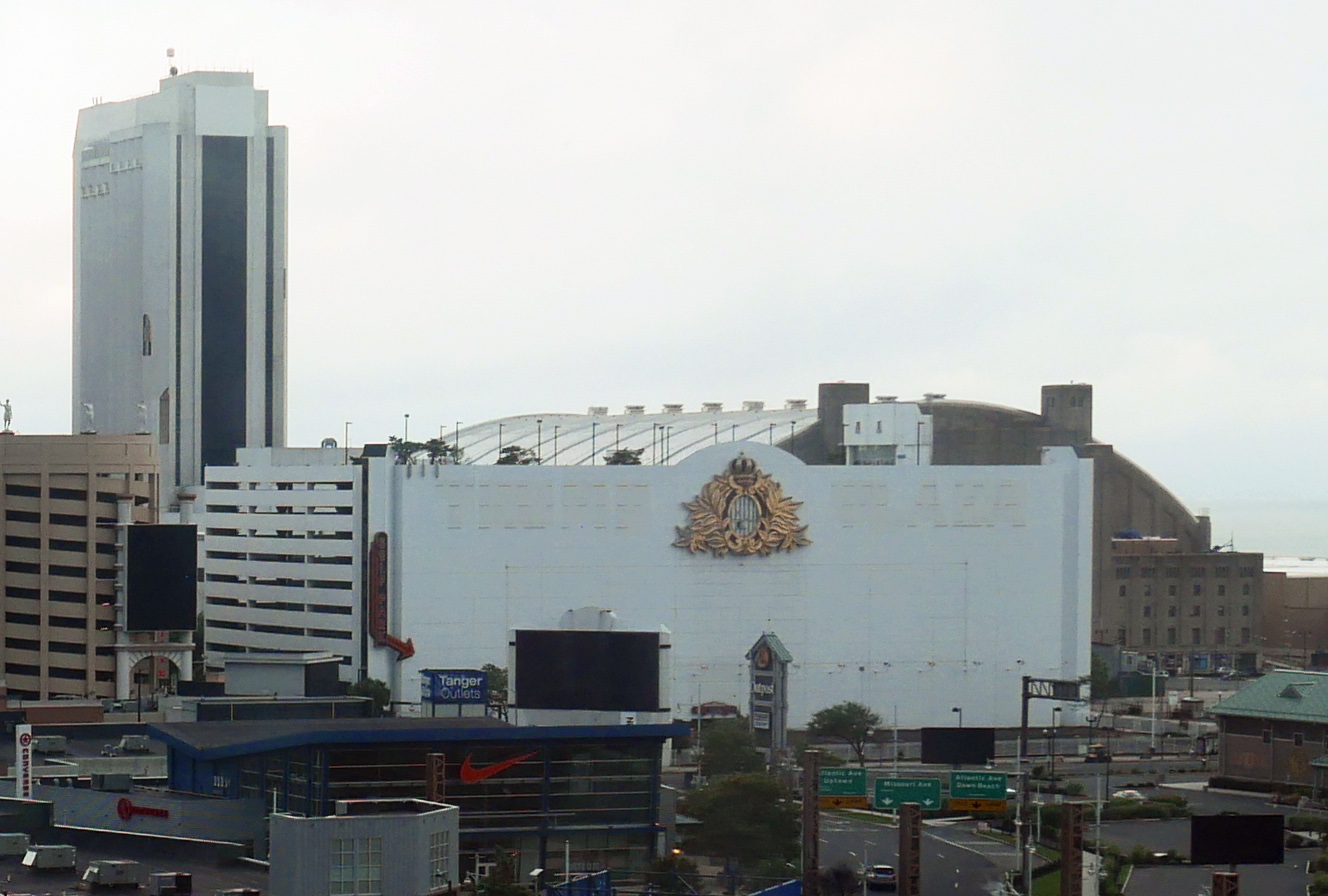
Trump Plaza sau khi đóng cửa

Ngày 12 tháng 7 năm 2014, tin tức về việc Khách sạn và Sòng bạc Trump Plaza sắp đóng cửa vào ngày 16 tháng 9 năm 2014 đã gây xôn xao dư luận. Lý do được đưa ra là nếu không tìm được người mua, khách sạn buộc phải đóng cửa, dẫn đến việc khoảng 1.000 nhân viên sẽ mất việc làm. Đầu tháng 8 năm 2014, Donald Trump đã đệ đơn kiện yêu cầu gỡ bỏ tên của ông khỏi cơ sở này. Lý do là vì khách sạn đã xuống cấp nghiêm trọng, vi phạm thỏa thuận cấp phép sử dụng tên của ông.
Trump Plaza đóng cửa vĩnh viễn vào ngày 16 tháng 9 năm 2014.

## Các tiện nghi
Trump Plaza sở hữu 906 phòng khách sạn, mang đến cho du khách 5 lựa chọn phong cách phòng khác nhau. Bên cạnh đó, khách sạn còn cung cấp một số tiện nghi dành cho khách lưu trú như hồ bơi và trung tâm thể dục thể thao.
Sòng bạc Trump Plaza có diện tích 8.471 mét vuông (91.181 feet vuông) dành cho hoạt động cá cược, với các trò chơi phổ biến như máy đánh bạc, video poker, blackjack, poker, craps, roulette, baccarat và nhiều trò chơi khác.
Trump Plaza sở hữu một hộp đêm mang tên Liquid Bar và Jezebel's, cùng với một quán bar trên bãi biển có tên The Beach Bar.

## Sự kiện
Sòng bạc này thường xuyên tổ chức các trận đấu quyền Anh và võ thuật tổng hợp. Đặc biệt nổi bật là trận đấu được truyền hình trực tiếp giữa hai võ sĩ quyền Anh chuyên nghiệp Mike Tyson và José Ribalta vào ngày 17 tháng 8 năm 1986.